# Diocèse catholique de Calgary
Pour les articles homonymes, voir Diocèse de Calgary.
Le diocèse de Calgary est un diocèse catholique situé dans la province canadienne de l'Alberta. Il a été érigé canoniquement le 30 novembre 1912 par le pape saint Pie X à partir du territoire du diocèse de Saint-Albert. Son évêque est Mgr William Terrence McGrattan. Il est un diocèse suffragant de l'archidiocèse d'Edmonton. Sa cathédrale est la cathédrale Sainte-Marie de Calgary.

## Présentation
Ce diocèse a une superficie de 110 500 km2 et il y a 630 160 fidèles catholiques dans son territoire, soit 36,8 % de la population en 2023. La proportion de catholiques dans ce diocèse a connu une forte hausse au cours des dernières décennies, car ils n'étaient que 19 % de la population en 1950. Le diocèse a même accueilli 45 000 nouveaux fidèles en 2001. Une telle croissance dans le diocèse de Calgary est une exception au Canada. 

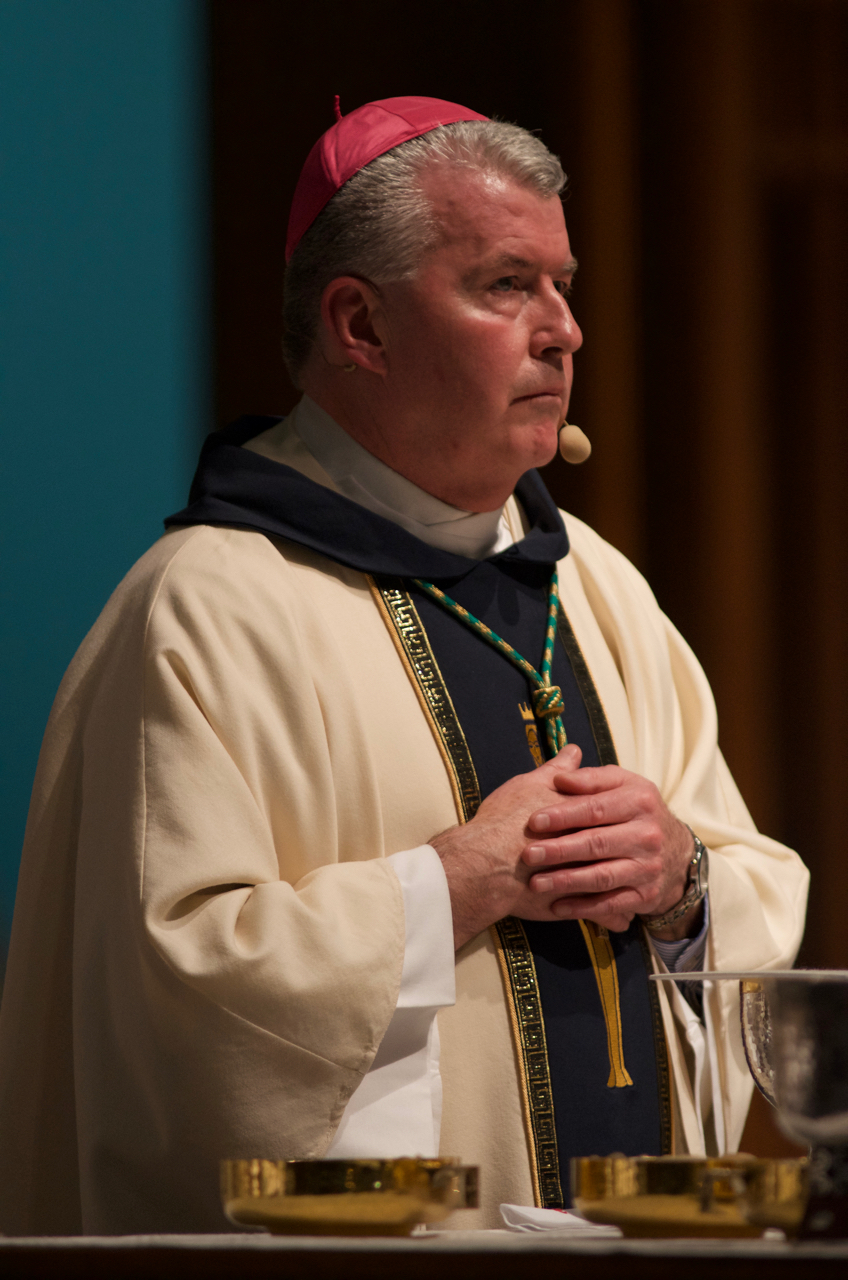
William Terrence McGrattan, évêque depuis 2017.

Il y a un manque de prêtres à Calgary, car chaque homme d'Église doit à présent porter son ministère à plus de 4 000 laïcs ; ce qui est plus élevé que la plupart des diocèses.
Le diocèse de Calgary, de l'Église latine, compte 68 paroisses et 11 missions. Les catholiques ont d'abord obtenu le droit de construire leurs propres écoles en 1875, mais ce droit fut abrogé en 1892, puis restauré en 1905. L'histoire diocésaine a été écrite en 1968, dans un livre intitulé From the Buffalo To The Cross (Du bison à la croix). Il publie une revue diocésaine appelée The Carillon (Le Carillon), qui est lue par 19 000 familles. L'Église de Calgary est responsable de cinq commissions scolaires catholiques ainsi que du collège universitaire de Sainte-Marie.
Le diocèse a deux archidiaconés : la région métropolitaine de Calgary et les régions rurales. La ville de Calgary a elle-même six doyennés: centre-ville, nord-ouest, nord-est, sud-ouest, sud-est et ethnique. Les paroisses rurales sont réparties par localité : les villes de Lethbridge et de Medicine Hat ont plus d'une paroisse catholique. 
Calgary offre des services diocésains comme la pastorale jeunesse (en), la pastorale des vocations, la liturgie, une bibliothèque de 7 000 ouvrages et de 600 documents multimédia, une formation à la vie chrétienne et un tribunal matrimonial. Il tient un dialogue interreligieux avec le concile canadien des chrétiens et juifs (en) et un dialogue œcuménique avec l'Église luthérienne du Canada et l'Église anglicane du Canada. Un apostolat laïc s'occupe des soins de santé dans la région.
Les cursillos sont présents dans le diocèse calgarien.

## Évêques
1. John Thomas McNally (1913 - 1924)
2. John Thomas Kidd (1925 - 1931)
3. Peter Joseph Monahan (1932 - 1935)
4. Francis Patrick Carroll (1935 - 1966)
5. Francis Joseph Klein (1967 - 1968)
6. Paul John O'Byrne (1968- 1998)
7. Frederick Bernard Henry (en) (1998 - 2017)
8. William Terrence McGrattan (depuis 2017)

## Ordres religieux dans l'histoire du diocèse
- Chanoines prémontrés
- Fidèles Compagnes de Jésus
- Oblats de Marie-Immaculée
- Pères Basiliens
- Sœurs Grises de Montréal
- Sœurs de la Miséricorde
- Servantes de Marie Immaculée